# Clave (arquitectura)

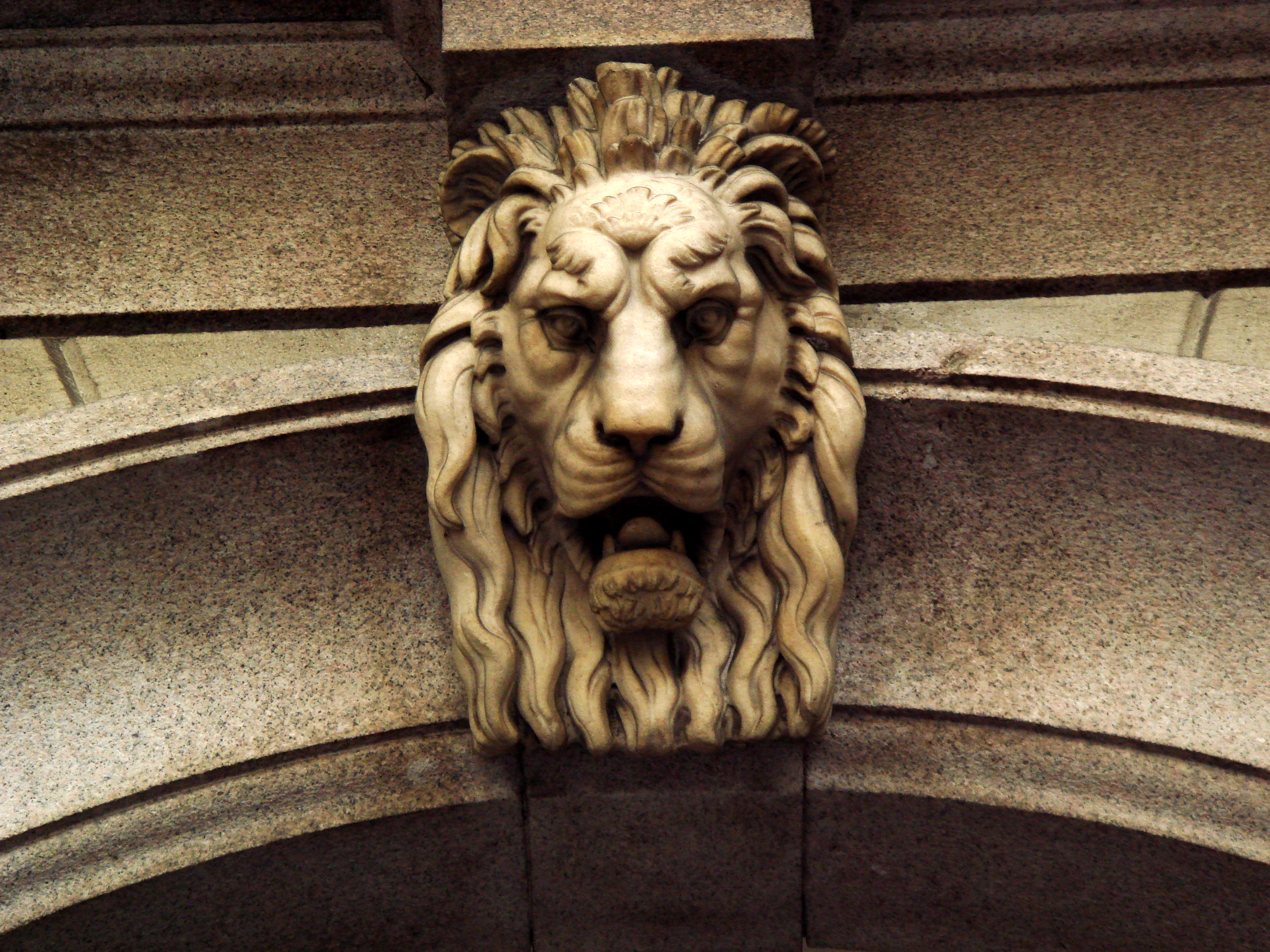
Piedra clave en un arco del palacio Borgazzi (Milán, Italia), adornada con la imagen de la cabeza de un león.

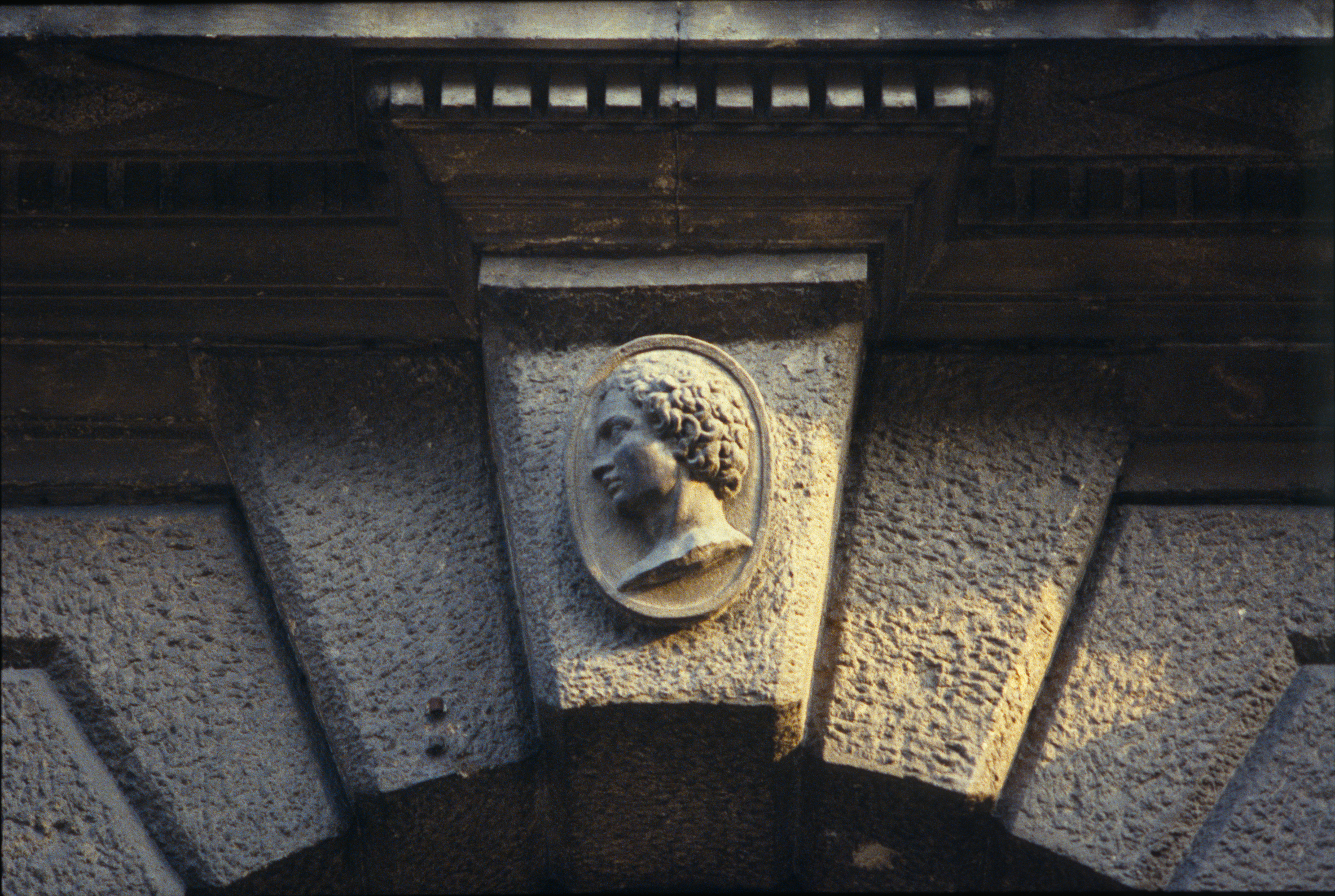
Piedra clave en un arco de la puerta del palacio Giusti (Verona, Italia), en forma de cara de hombre, con almohadillado rústica

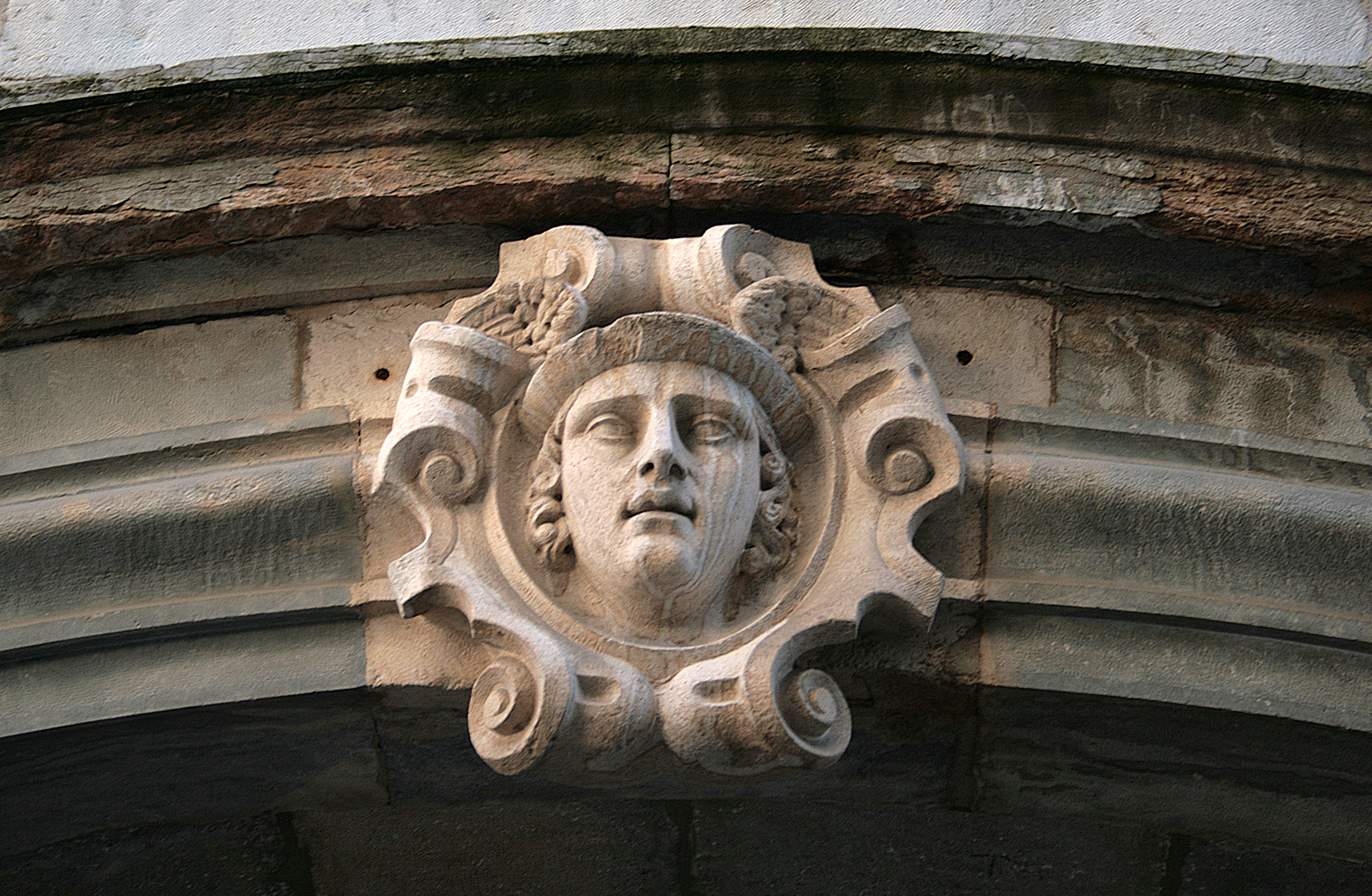
Piedra clave en Besanzón.

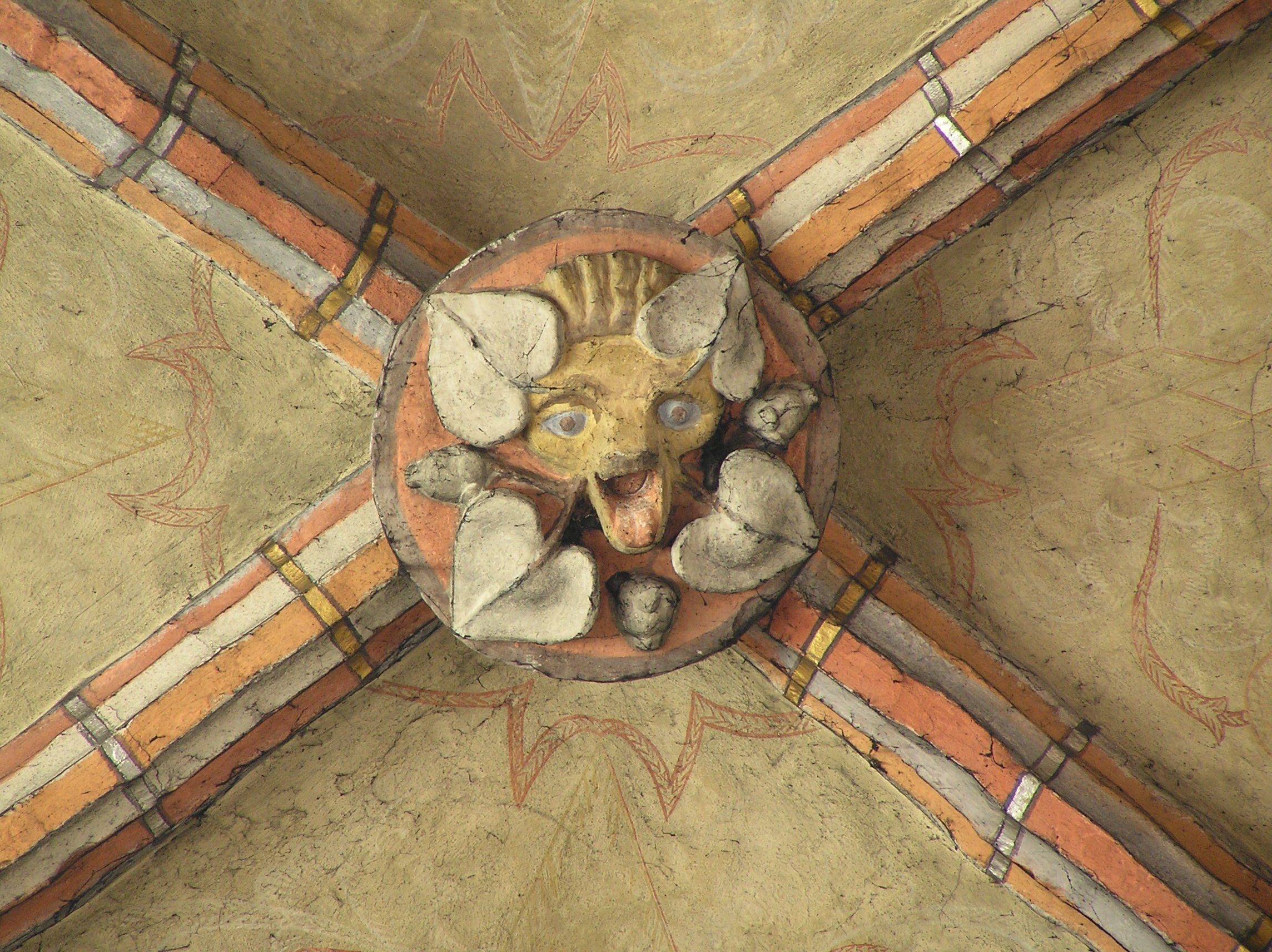
Clave en una bóveda de la iglesia de la Virgen María en Chełmno.

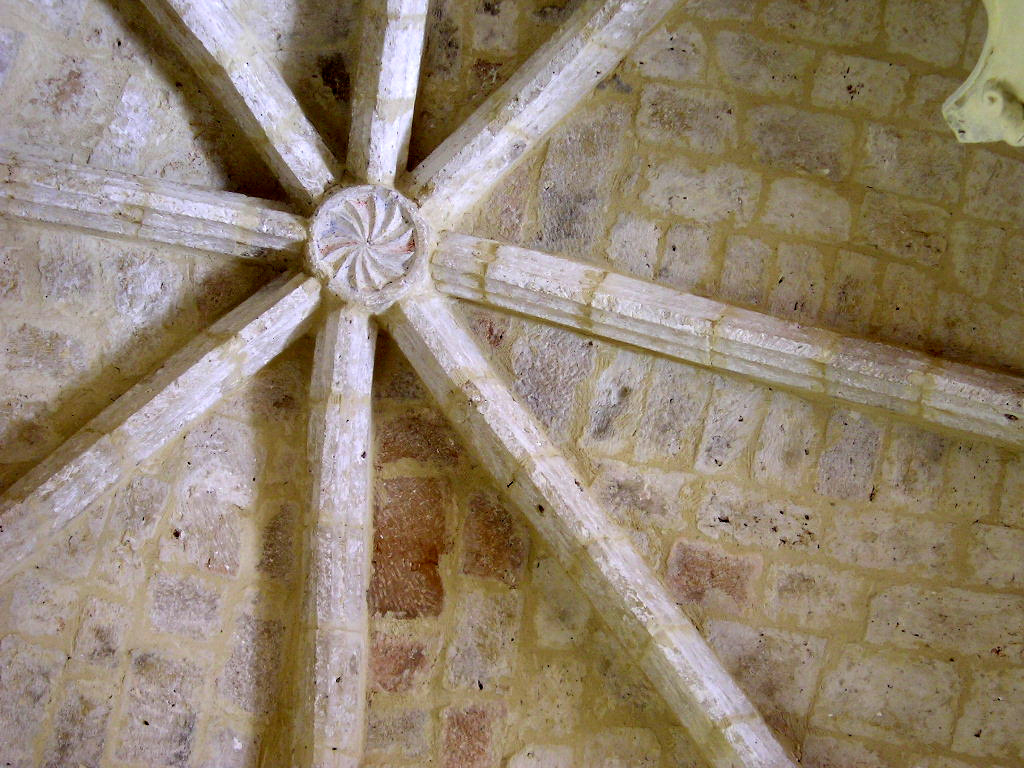
Clave estelada de la bóveda lateral de la Iglesia de San Pedro de Sandoval de la Reina (Burgos).

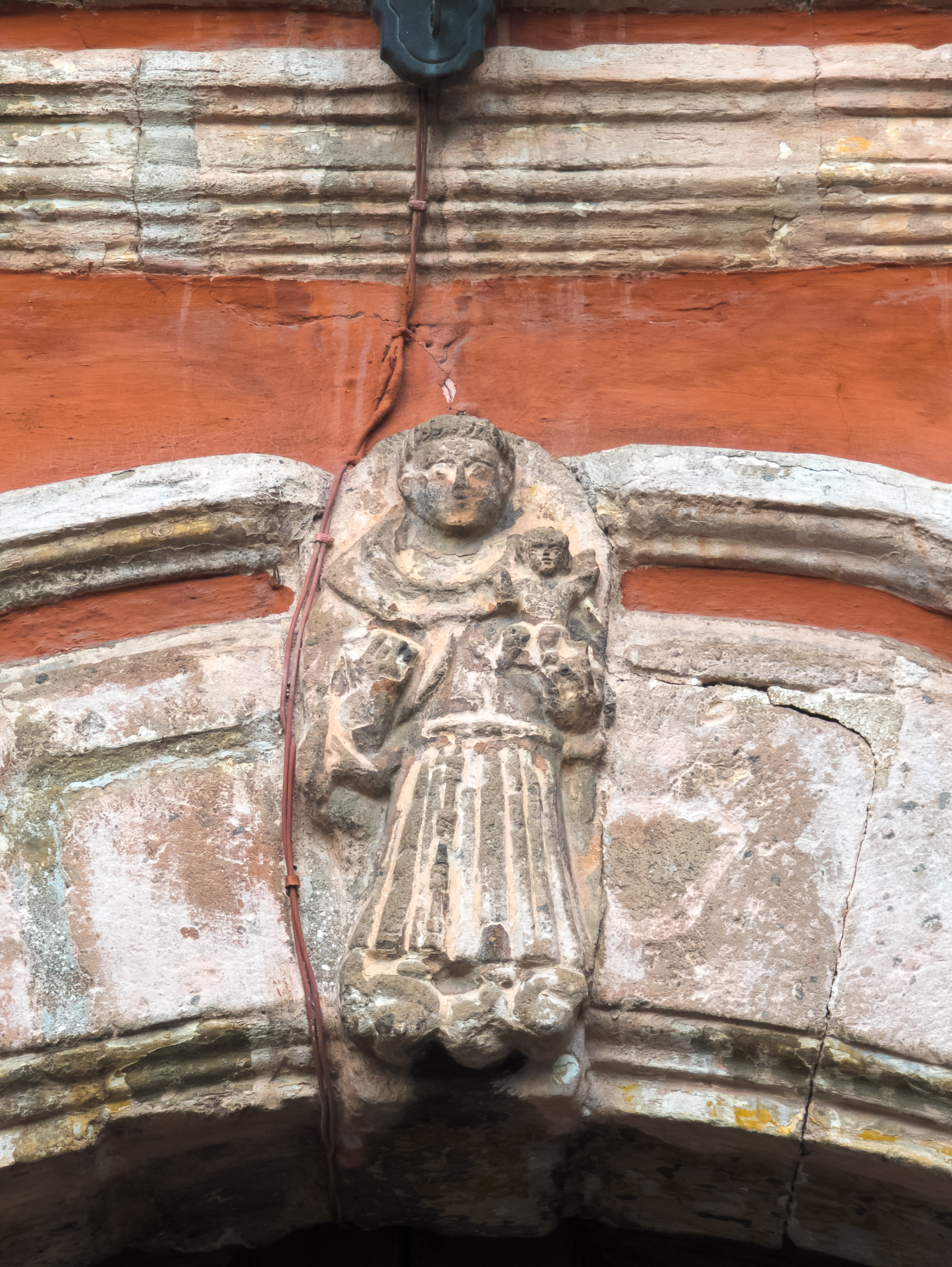
Escultura de San Antonio de Padua como piedra clave en el Templo de San Antonio Panzacola, Coyoacán, México.

La clave es la dovela central de un arco, o una bóveda. Suele ser de mayores dimensiones que las demás dovelas, y a menudo está decorada, pero no por razones funcionales sino estéticas.
La clave, al igual que las dovelas, se sustenta debido a la forma de estas piezas, pues sus caras laterales, cortadas en ángulo, transmiten lateralmente parte de las tensiones, equilibrándolo, y evitando que se desplomen bajo una carga vertical. La tensión horizontal de la dovela inferior se transmite al muro o a otro arco, y la vertical se transmite al muro o a un pilar.
La última pieza que se coloca en la construcción de un arco es la clave. Hasta que esta no se encuentra colocada en su lugar es necesario apear (sostener) las dovelas del arco, puesto que se encuentra inestable. Para ello se utiliza una cimbra, una estructura de madera, o metal, con forma de arco, que sustenta las dovelas, y solo se retira una vez completado el arco, al colocarse la clave.